# Donautalbrücke
Die Donautalbrücke (in der Planungs- und Bauphase wurde sie als Vierte Linzer Donaubrücke, Donaubrücke der A26 und Westringbrücke bezeichnet) ist eine Donaubrücke in der oberösterreichischen Landeshauptstadt Linz und Teil der in Bau befindlichen Linzer Autobahn (A 26). Am 15. November 2024 wurde die Brücke für den Kraftfahrzeug-Verkehr freigegeben und verbindet seitdem die Stadtteile Innenstadt und Pöstlingberg.
Die neue Brücke soll Anfangs die Nibelungenbrücke und die VÖEST-Brücke um geschätzt 20.000 Kraftfahrzeuge pro Tag entlasten Mit der Gesamtfertigstellung der A 26 soll diese Zahl dann sogar auf 38.000 Fahrzeuge pro Tag steigen.
Am Nationalfeiertag, Samstag, 26. Oktober 2024 wurde abends mit einer Lichtshow mit einer beweglichen Riesenfigur Eröffnung gefeiert. Rund 2500 geladene Gäste verfolgten das Spektakel von gecharterten Schiffen auf der Donau. Es gab aber auch Proteste bei der Eröffnungsfeier. Auf Fahrrädern begleiteten einige Demonstranten am Donau-Ufer die Schiffe bis zur Brücke. Auch auf der Nibelungenbrücke wurde mit einer Kundgebung und Transparenten gegen die Feier und den Bau der Brücke protestiert und das Ende der A 26 gefordert. Für die Demonstranten stellt die A 26 ein „Milliardengrab“ und einen „Schildbürgerstreich“ dar, der den Stau in Linz nur weiter verschlimmern wird.

## Planung und Bau
Überlegungen zu einer Donaubrücke an der Westseite werden bereits seit Jahrzehnten angestellt. 1983 wurde der Standort der Donauquerung festgelegt, das Projekt scheiterte jedoch am Widerstand der Bevölkerung. 2003 begann dann aber trotzdem die Planungsphase der Brücke. Im Rahmen eines Internationalen Wettbewerbes wurden zwölf verschiedene Konzepte für die Konstruktion eingereicht, das Konzept der Hängebrücke gewann eindeutig. Der Beginn der Bauarbeiten war schon für 2009 vorgesehen, scheiterte aber erneut an etlichen Einsprüchen und Widerständen. 2015 wurde dann mit den Vorbereitungsmaßnahmen begonnen, der endgültige Baubeginn erfolgte im Jänner 2019.
Die Spannweite der Brücke beträgt 305,55 Meter, die Länge der Hauptseile 500 Meter. Das Gewicht beträgt 13.000 Tonnen. Die Haupttragseile sind Bündel, die aus zwölf einzelnen Spiralseilen mit 145 Millimeter Durchmesser bestehen, die Hängeseile bestehen aus Spiralseilen mit einem Durchmesser von 95 Millimetern. Das Brückendeck ist 22,45 Meter breit. Aufgrund der guten geologischen Bedingungen ist die Ausführung als „echte“ Hängebrücke, also ohne die zusätzliche Unterstützung von Flusspfeilern und Pylonen, möglich. Somit gilt die Brücke als die längste erdgebundene Hängebrücke der Welt. Die lichte Höhe der Brücke beträgt 9,2 Meter über der Straße B127 und 14 Meter über der Donau bei mittlerem Wasserstand.
Seit ihrer Fertigstellung im November 2024 weist die Brücke je einen Fahrstreifen pro Richtung auf. Mit der Eröffnung des 2. Teilstückes der A 26 im Jahr 2032 soll die Brücke auf 2 Fahrstreifen pro Richtung erweitert werden.

## Standort
Die Brücke befindet sich zwischen der Höhe Kalvarienberg und Urfahrwänd. Sie ist Teil des Großbauprojektes der A 26, einer Straßenverbindung der Mühlkreis-Autobahn A 7 und der B 127 Rohrbacher Straße. Zwei Brückenrampen verbinden die Brücke mit der Oberen Donaulände und der Rohrbacher Straße. Aufgrund der schwierigen Topographie müssen die Brückenrampen als Tunnel ausgeführt werden.

## Budget und Finanzierung
Das Budget für die A 26 und somit auch teils für die Brücke beläuft sich aktuell auf ungefähr 1,19 Milliarden Euro. Ein Budget dieser Dimension war allerdings nicht von Anfang an eingeplant. Die ursprünglich erwarteten Kosten von 200 Millionen Euro stiegen bis 2022 bereits auf 743 Millionen Euro. Die letzte Meldung berichtete schließlich von einem Budgetanstieg um 60 Prozent auf gerundet 1,2 Milliarden Euro.
Die Kosten trägt zu 85 Prozent die ASFINAG, zu zehn Prozent das Land Oberösterreich und zu fünf Prozent die Stadt Linz.

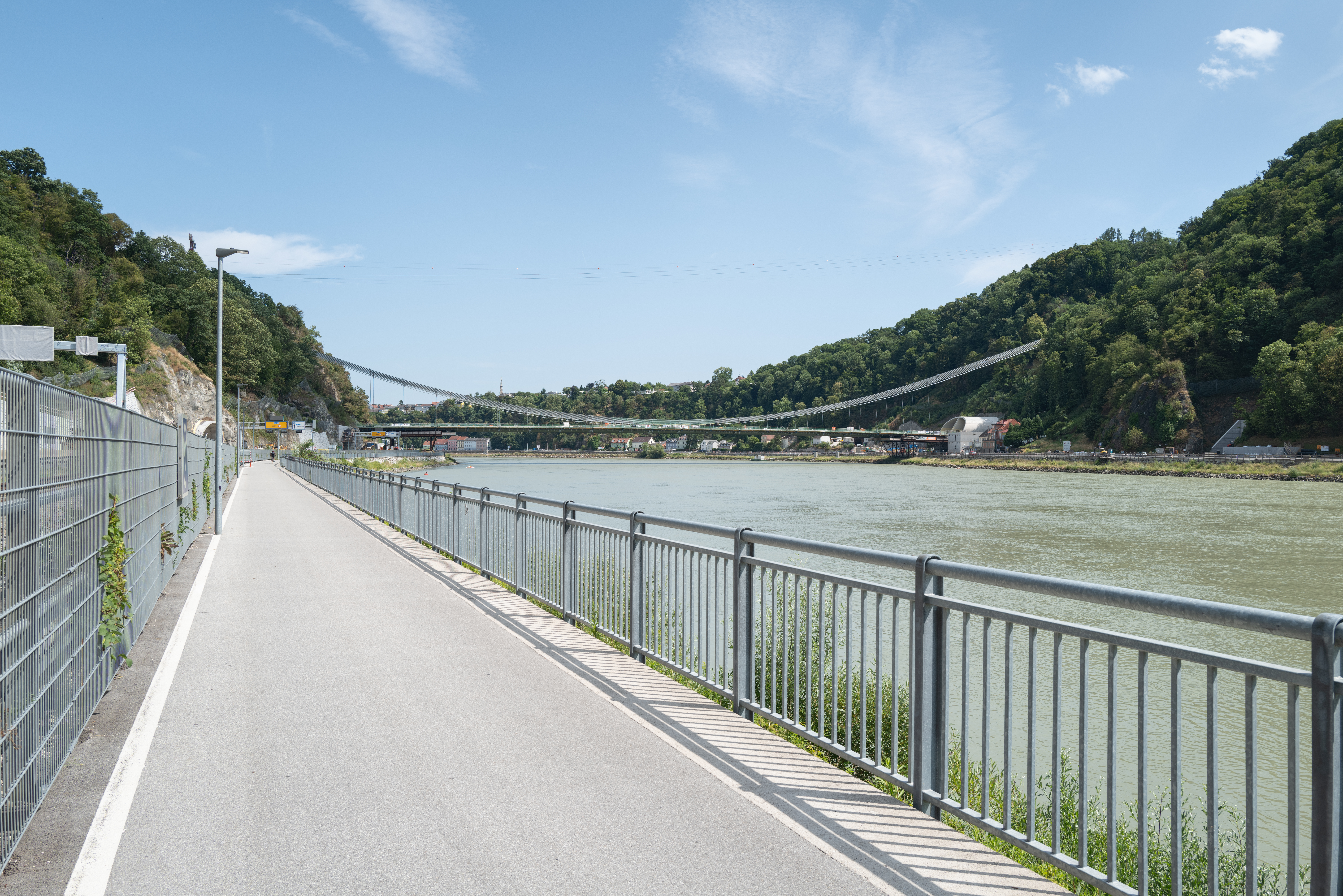
Ansicht der Brücke (im Bau, Juli 2023) von der Radroute Eurovelo 6 (Donauradweg, neben der B127) am (linken) Nordufer, Blick flussabwärts Richtung Osten